# Dariéntinamo
Dariéntinamo (Crypturellus kerriae) är en fågel i familjen tinamoer inom ordningen tinamofåglar.

## Utseende och läte
Dariéntinamo är en liten (25–26,5 cm), enhetligt färgad och mörk tinamo. Fjäderdräkten är mörkbrun med svartaktig hjässa, skiffergrå halssidor, vitaktig strupe och otydlig bandning på ovansidan. Honan är mörkare med bredare bandning på vingtäckare och bröst, och flankerna är grå. Benen är röda. Lätet är en låg och svag, sorgesam tretonig vissling.

## Utbredning och systematik
Fågeln förekommer i regnskog i sydöstligaste Panama och nordvästra Colombia. Den behandlas som monotypisk, det vill säga att den inte delas in i några underarter.

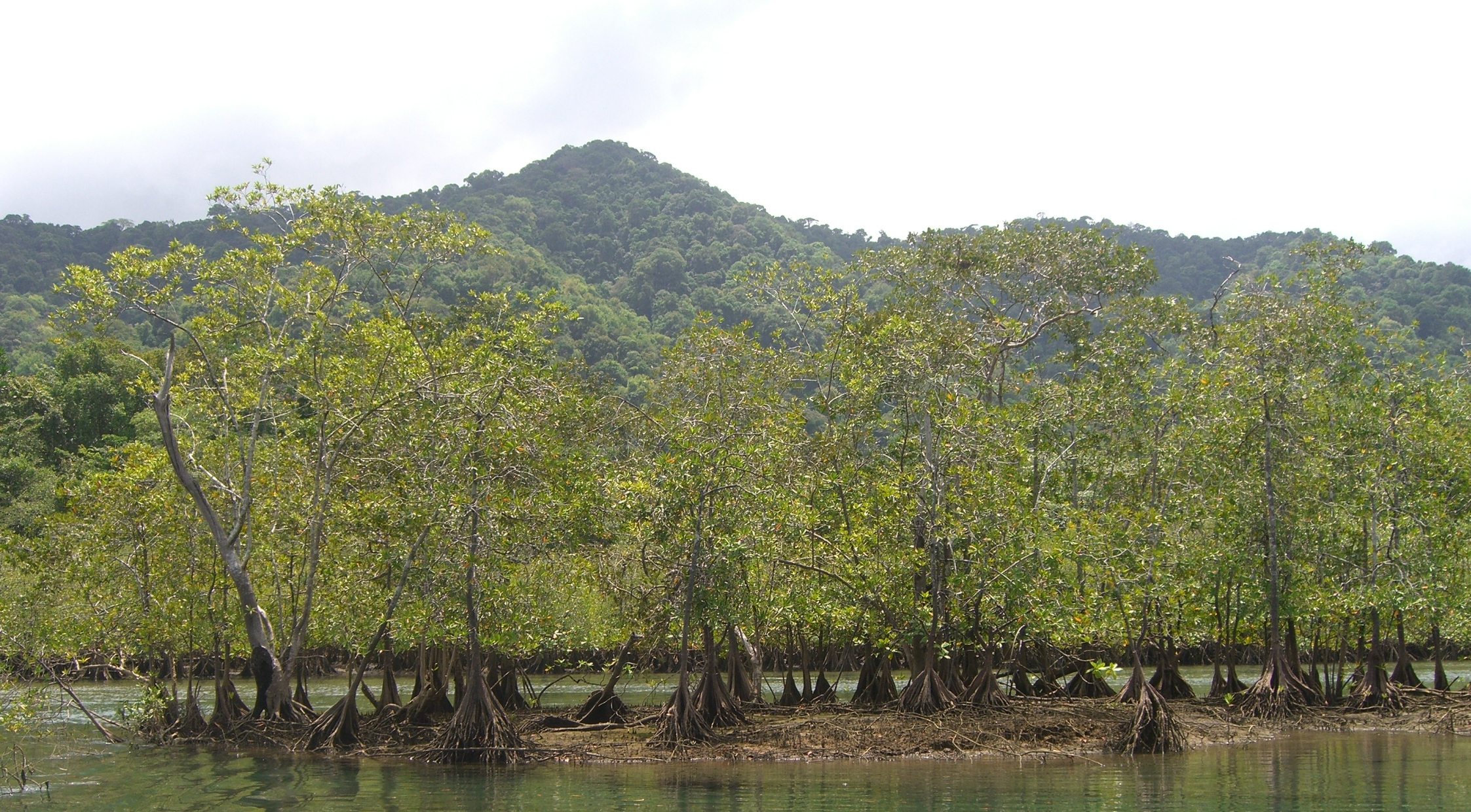
Den ovanliga dariéntinamo hörs regelbundet i nationalparken Ensenada de Utría i nordvästra Colombia.

## Status och hot
Dariéntinamon har en liten världspopulation bestående av uppskattningsvis endast 1 300–80 800 vuxna individer. Den tros också minska i antal till följd av habitatförlust. Möjligen hotas den också av jakt. Internationella naturvårdsunionen IUCN kategoriserar den som nära hotad.

## Namn
Fågelns vetenskapliga artnamn hedrar Elizabeth L. Kerr, amerikansk resenär och samlare i Colombia 1905.